# Nargis Nabijewa
Nargis Nabijewa (tadż. Наргис Набиева; ur. 19 marca 1966) – tadżycka łuczniczka, olimpijka. 
Była mieszkanką Duszanbe. Uczestniczka letnich igrzysk olimpijskich. Na igrzyskach w Atenach (2004) wystąpiła w zawodach indywidualnych, zajmując 45. miejsce wśród 64 zawodniczek (wg Międzynarodowej Federacji Łuczniczej było to 42. miejsce). Na tych igrzyskach Nabijewa była również chorążym reprezentacji podczas ceremonii otwarcia igrzysk.
Uczestniczyła również w mistrzostwach świata. Na mistrzostwach świata w Nowym Jorku (2003) była indywidualnie na 117. miejscu, a w zawodach drużynowych zajęła 28. miejsce. Dwa lata później w Madrycie plasowała się odpowiednio na 102. i 21. lokatach.